# Шпенгель, Леонард
Леонард Шпенгель (нем. Leonhard Spengel; 24 сентября 1803[…], Мюнхен, Баварское курфюршество — 8 ноября 1880 или 9 ноября 1880, Мюнхен) — германский филолог-классик и преподаватель.

## Биография
Родился и провел большую часть жизни в Мюнхене, в 1821 году окончил вильгельмскую гимназию, после чего поступил в Мюнхенский университет, где изучал классическую филологию, сумев завершить обучение в университете спустя два года, в 1823 году. Получив государственную стипендию, Шпенгель отправился учиться в Лейпцигский университет, а в 1825 году — в Берлинский.
Уже 2 23-летнем возрасте привлёк к себе внимание филологов двумя крупными работами — изданием трактата Варрона «De lingua Latina» (1826; 2-е переработанное издание, завершённое сыном Шпенгеля, Андреем, вышло в 1885 году) и сочинением о греческой риторике до Аристотеля (напечатано в расширенном виде в 1828 году: «Συναγωγη τεκνών sive atrium scriptores ab initiis usque ad editos Aristotelis de rhetorica libros»). Благодаря этим работам ему предложили место профессора древних языков в университете Киля, однако Шпенгель отказался и в 1826 году вернулся в Мюнхен, где начал преподавать в местной гимназии и одновременно поступил в местный Ландсхутский университет, от которого 28 марта 1827 года получил степень доктора философии, почти сразу же после этого защитив и габилитационную диссертацию. Затем в течение нескольких лет он продолжал преподавать в гимназии и университете, в 1830 году стал профессором гимназии и вошёл в совет университета. В 1835 году был избран членом-корреспондентом Баварской академии наук, в 1841 году — её членом по классу философии и истории. В октябре 1841 года занял кафедру классической филологии в Гейдельбергском университете, получив звание профессора, в 1847 году вернулся в Мюнхен, получив в университете этого города такое же звание. В 1860 году возглавил филологический семинар Мюнхенского университета. В 1875 году был возведён баварским правительством в дворянское достоинство.
В своих работах Шпенгель провёл большую работу по критике текста и составлению комментариев к трудам древнегреческих риторов; таковы издание так называемой риторики Аристотеля к Александру, автором которой Шпенгель, по примеру гуманиста Пьетро Веттори, считал Анаксимена из Лампсака («Anaximenis ars rhetorica quae vulgo fertur Aristotelis ad Alexandrum», 1844), критическая рецензия текста подлинной риторики Аристотеля (1867) и издание всех греческих риторов («Rhetores graeci», 3 тома, 1853—1856). Кроме того, в своей речи «Ueber das Studium der Rhetorik, bei den Alten» (1842) Шпенгель дал полную картину развития риторического искусства в древности, а в статьях о Демосфене («Ueber die Demegorien des Demosthenes», 1860, и «Ueber Demosthenes Verteidigung des Ktesiphon», 1862) указал на применение знаменитым оратором риторических уловок для сокрытия истины. Свои педагогические взгляды Шпенгель высказал в брошюре «Das philologische Seminar in München und die Ultramontanen» (1854), содержащей ответ ультрамонтанской партии на её упрек, что мюнхенская школа обучает только филологов-грамматиков.

## Источник
- Малеин А. И. Шпенгель, Леонард // Энциклопедический словарь Брокгауза и Ефрона : в 86 т. (82 т. и 4 доп.). — СПб., 1890—1907.